# 吉拉德灣

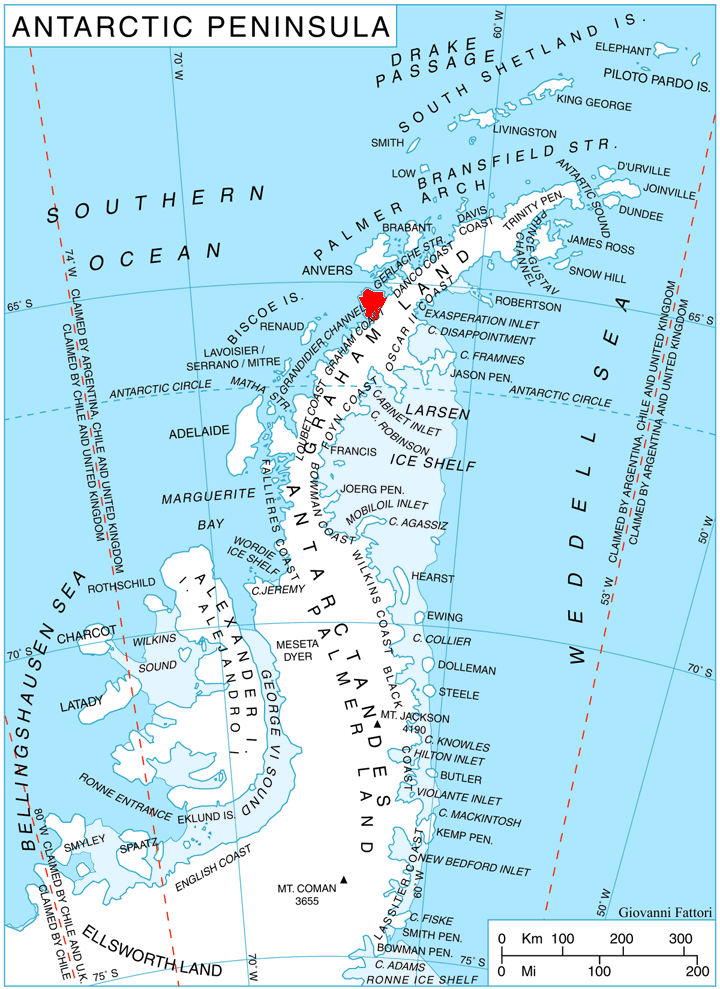

吉拉德灣（英語：Girard Bay）是南極洲的海灣，位於葛拉漢地的基輔半島西北岸，處於克洛斯角和斯科特山之間，長4公里、寬2公里，由比利時的探險隊發現。

## 外部連結
- SCAR Composite Gazetteer of Antarctica（页面存档备份，存于）.

65°8′S 64°0′W / 65.133°S 64.000°W